# 趙開元
趙開元，雲南省昭通府恩安縣人。清朝政治人物，同進士出身。

## 生平
道光二十三年（1843年）癸卯科舉人，道光二十七年（1847年）中式丁未科張之萬榜三甲進士，與沈桂芬、李鴻章、沈葆楨等同年。山東即用知縣，咸豐五年（1855年）任魚台縣知縣。